# Kuromukuro
Kuromukuro (クロムクロ? lett. "Reliquia nera") è una serie televisiva anime ideata per celebrare il quindicesimo anniversario dello studio d'animazione P.A.Works. Andata in onda in Giappone dal 7 aprile al 29 settembre 2016, è stata trasmessa in streaming da Netflix in varie lingue tra cui l'italiano prima sottotitolata e poi doppiata.

## Trama
450 anni prima dell'epoca attuale, una forza extraterrestre chiamata Efy Dolgh invade la Terra; il popolo del Giappone dell'era Sengoku chiama i loro mecha e droni robotici con il nome di oni (gli "orchi" del folclore popolare giapponese). Il Clan Washiba cade vittima degli invasori, ma l'erede del clan Yukihime e il suo servitore samurai Kennosuke Tokisada Ouma contrattaccano con un mecha Efy Dolgh rubato, che chiamano la "Reliquia Nera" (黒骸?, Kuromukuro). Riescono a sgominare i loro nemici, ma quando la Reliquia Nera è catturata in una esplosione nemica, Yukihime scompare.
60 anni fa, la Reliquia Nera viene scoperta durante la costruzione della diga di Kurobe. Ai giorni nostri, 2016 le Nazioni Unite stanno facendo ricerche su di essa  quando ritornano gli Efy Dolgh. Yukina Shirahane, figlia del direttore dell'impianto dell'ONU, attiva accidentalmente un componente cubico di Kuromukuro, liberando Kennosuke dalla criostasi. Aiutato dalla famiglia di Yukina e dall'ONU ad adattarsi alla vita nel XXI secolo, si oppone all'invasione della Terra da parte degli Efy Dolgh proprio come aveva fatto nella sua era. Poiché la Reliquia Nera è l'arma più efficace che ha l'ONU contro la tecnologia degli Efy Dolgh, Kennosuke diventa una delle loro risorse più preziose. A causa di un incidente, Yukina viene sincronizzata biometricamente con la Reliquia Nera, e poiché questa richiede due piloti, Yukina diventa così la partner di combattimento di Ouma.

## Personaggi
Kennosuke Tokisada Ouma (青馬 剣之介 時貞?, Ouma Kennosuke Tokisada)
Doppiato da: Yōhei Azakami (ed. giapponese), Alessandro Capra (ed. italiana)
Yukina Shirahane (白羽 由希奈?, Shirahane Yukina)
Doppiata da: Mao Ichimichi (ed. giapponese), Martina Felli (ed. italiana)
Sophie Noelle (ソフィー・ノエル?, Sofī Noeru)
Doppiata da: Reina Ueda (ed. giapponese), Tiziana Martello (ed. italiana)
Mika Ogino (荻布美夏?, Ogino Mika)
Doppiata da: Asami Seto (ed. giapponese), Gea Riva (ed. italiana)
Ryōto Akagi (赤城涼斗?, Akagi Ryōto)
Doppiato da: Kaito Ishikawa (ed. giapponese), Marco Benedetti (ed. italiana)
Jundai Kayahara (茅原 純大?, Kayahara Jundai)
Doppiato da: Yūsuke Kobayashi (ed. giapponese), Andrea Oldani (ed. italiana)
José Carlos Takasuka (ホセ・カルロス・高須賀?, Hose Karurosu Takasuka)
Doppiato da: Shunsuke Takeuchi
Marina Unami (宇波 茉莉奈?, Unami Marina)
Doppiata da: Manami Sugihira (ed. giapponese), Emanuela Pacotto (ed. italiana)
Koharu Shirahane (白羽 小春?, Shirahane Koharu)
Doppiata da: Momo Asakura (ed. giapponese), Sabrina Bonfitto (ed. italiana)
Hiromi Shirahane (白羽 洋海?, Shirahane Hiromi)
Doppiata da: Kanako Tōjō (ed. giapponese), Alessandra Karpoff (ed. italiana)
Tom Borden (トム・ボーデン?, Tomu Bōden)
Doppiato da: Ryōhei Kimura (ed. giapponese), Alessandro Germano (ed. italiana)
Liu Shen Mi (リュウ・シェンミイ?, Ryū Shun Mii)
Doppiata da: Hikaru Ueda
Sebastian (セバスチャン?, Sebasuchan)
Doppiato da: Taiten Kusunoki
Elizabeth "Beth" Butler (エリザベス・バトラー (ベス)?, Erizabesu Batorā (Besu))
Doppiata da: Juri Kimura (giapponese)

## Produzione
La serie televisiva anime, prodotta da P.A.Works e diretta da Tensai Okamura, è andata in onda dal 7 aprile al 29 settembre 2016. Per la prima metà le sigle di apertura e chiusura sono rispettivamente Distopia (デストピア?, Disutopia) dei Glay e Reali-stic (リアリ・スティック?, Reari sutikku) di Michi, mentre per la seconda sono Chō onsoku destiny (超音速デスティニー?, Chō onsoku desutinī) dei Glay ed Eien loop (永遠ループ?, Eien rūpu) di Ami Wajima. Un'edizione home video della serie è stata divisa in quattro cofanetti Blu-ray da sette episodi l'uno (tranne il terzo che ne contiene sei), usciti tra il 19 ottobre 2016 e il 18 gennaio 2017.
In tutto il mondo gli episodi sono stati trasmessi in streaming in simulcast, anche coi sottotitoli in italiano, da Netflix. Sempre su Netflix tra dicembre 2016 e gennaio 2017 la serie è stata resa disponibile con il doppiaggio inglese, francese, italiano, tedesco, spagnolo, castigliano, portoghese, turco e polacco.

### Episodi
| Nº | Titolo italiano Giapponese 「Kanji」 - Rōmaji | In onda           | In onda |
| Nº | Titolo italiano Giapponese 「Kanji」 - Rōmaji | Giapponese        |         |
| 1  | Una pioggia di orchi 「鬼の降る空」 - Oni no furu sora                                                                                             | 7 aprile 2016     |         |
| 2  | Il risveglio del gigante nero 「黒き骸は目覚めた」 - Kuroki mukuro wa mezameta – "Il gigante nero si è risvegliato"                                | 14 aprile 2016    |         |
| 3  | Le mura silenziose di un castello in rovina 「城跡に時は還らず」 - Jōseki ni toki wa kaerazu – "Dalle rovine di un castello non si torna indietro" | 21 aprile 2016    |         |
| 4  | Uno strano, nuovo mondo 「異国の味に己が境遇を知る」 - Ikoku no aji ni onore ga kyōgū o shiru                                                      | 28 aprile 2016    |         |
| 5  | Il samurai va a scuola 「学び舎に来た男」 - Manabiya ni kita otoko – "L'uomo venuto a scuola"                                                      | 5 maggio 2016     |         |
| 6  | Scontro sul fiume Jinzu 「神通の川原に舞う」 - Jinzū no kawara ni mau – "Danzando sulla riva del Jinzu"                                            | 12 maggio 2016    |         |
| 7  | Svenire all'alba 「東雲に消ゆ」 - Shinonome ni shōyu                                                                                               | 19 maggio 2016    |         |
| 8  | Ricordi e rimpianto 「黒鷲の城」 - Kurowashi no shiro – "Il castello dell'aquila nera"                                                             | 26 maggio 2016    |         |
| 9  | Il messaggio dell'orco 「岩屋に鬼が嗤う」 - Iwaya ni oni ga warau – "L'orco sorride nella caverna"                                                 | 2 giugno 2016     |         |
| 10 | Il prigioniero arrogante 「不遜な虜」 - Fuson na toriko                                                                                            | 9 giugno 2016     |         |
| 11 | La verità avvolta nelle tenebre 「闇に臥したる真」 - Yami ni fushitaru makoto                                                                      | 16 giugno 2016    |         |
| 12 | Vacanze d'inferno a Kurobe 「黒部の夏に地獄を見る」 - Kurobe no natsu ni jigoku o miru – "Andare all'inferno durante l'estate a Kurobe"            | 23 giugno 2016    |         |
| 13 | Benvenuti al festival 「祭囃子に呼ばれて」 - Matsuribayashi ni yobarete – "Fare un cenno al festival di musica"                                    | 30 giugno 2016    |         |
| 14 | Prova di forza 「祭に踊る羅刹」 - Matsuri ni odoru rasetsu – "Danza Rasetsu al festival"                                                           | 7 luglio 2016     |         |
| 15 | Scelte difficili 「追分の果て」 - Oiwake no hate – "La fine della Oiwake"                                                                          | 14 luglio 2016    |         |
| 16 | Non mi conosci 「再会は水に流れて」 - Saikai wa mizu ni nagarete – "La riunione è l'acqua che scorre"                                              | 21 luglio 2016    |         |
| 17 | Danza tra le nuvole 「雲中に鬼が舞う」 - Unchū ni oni ga mau – "L'orco sta danzando nel cielo"                                                     | 28 luglio 2016    |         |
| 18 | Alle sorgenti termali 「湯煙に消える」 - Yukemuri ni kieru – "Scomparsa alle sorgenti termali"                                                     | 4 agosto 2016     |         |
| 19 | Invito da un orco 「鬼が誘う宴」 - Oni ga izanau utage – "L'invito da un orco ad una festa"                                                        | 11 agosto 2016    |         |
| 20 | Nel fuoco 「飛んで火に入る虎の口」 - Tonde hi ni iru tora no kuchi – "Le fauci della tigre saltano nel fuoco"                                      | 18 agosto 2016    |         |
| 21 | L'arrivo di Efy Dolgh 「牙城の落ちる日」 - Gajō no ochiru hi – "Il giorno che caddi dalla roccaforte"                                              | 25 agosto 2016    |         |
| 22 | Lacrime di un narciso 「鬼が哭いた雪中花」 - Oni ga naita secchūka – "L'orco sta piangendo nella neve"                                             | 1º settembre 2016 |         |
| 23 | Il racconto delle due rane 「雪に唄う蛙」 - Yuki ni utau kaeru – "Le rane che cantano nella neve"                                                  | 8 settembre 2016  |         |
| 24 | Bagno di sangue a Kurobe 「血戦の黒部ダム」 - Kessen no Kurobe Damu – "Bagno di sangue a Kurobe Dam"                                               | 15 settembre 2016 |         |
| 25 | Un nuovo potere 「鬼の見た夢」 - Oni no mita yume – "Il sogno che ha fatto l'orco"                                                                 | 22 settembre 2016 |         |
| 26 | Il futuro è alle porte 「侍は振り返らず」 - Samurai wa furikaerazu – "Il samurai non guarda mai indietro"                                          | 29 settembre 2016 |         |